# Coreea de Nord
Coreea de Nord, oficial denumită Republica Populară Democrată Coreeană (RPDC; chosŏn'gŭl: 조선민주주의인민공화국; hancha: 朝鮮民主主義人民共和國; RR: Chosŏn Minjujuŭi Inmin Konghwaguk), este o țară din Asia de Est, situată în partea de nord a peninsulei Coreea. Ea este vecină cu China (1.416 km de frontieră comună) și Rusia la nord (19 km de frontieră), iar în sud cu Coreea de Sud (238 km de frontieră). Această ultimă frontieră este constituită în zona demilitarizată, care este în realitate foarte puternic militarizată, fiind supravegheată de peste un milion de soldați. Japonia, vecinul maritim al Coreei, nu are frontieră terestră cu ea, dar sunt despărțite de Marea Japoniei. Singurul partid politic care are control total asupra statului este Partidul Muncii din Coreea, iar liderul Kim Jong-un este conducătorul suprem al țării.

## Istorie

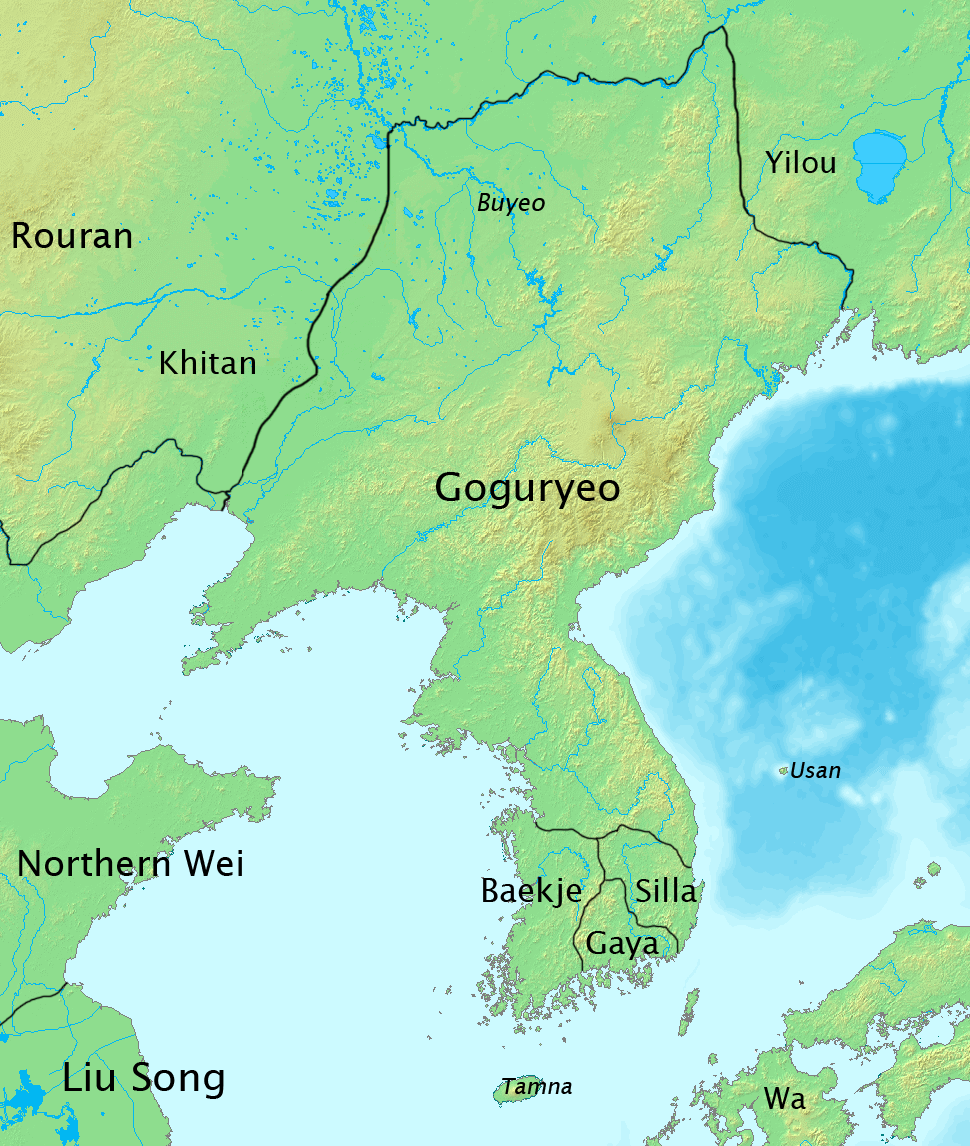
Harta Celor Trei Regate ale Coreei

În antichitate, pe teritoriul Coreei de Nord se aflau mai multe regate, cel mai mare și mai puternic fiind Goguryeo (37 î.Hr-668 d.Hr) ce se întindea din Manciuria până în nordul actualei Coreei de Sud.
După eliberarea Coreei de sub ocupația japoneză la sfârșitul celui de-al Doilea Război Mondial, Coreea a fost împărțită de Națiunile Unite în două părți delimitate de paralela 38. Coreea de Nord urma să fie administrată de către URSS, iar Coreea de Sud de către SUA. Istoria Coreei de Nord începe, astfel, prin proclamarea unei Republici Populare în 1948.
În 1950, Coreea de Nord cucerește cea mai mare parte din Coreea de Sud, declanșând Războiul din Coreea. Coreea de Nord va fi sprijinită de China și URSS, iar Coreea de Sud de către SUA și ONU. Războiul s-a încheiat cu un armistițiu în 1953, Coreea fiind împărțită și azi în Coreea de Sud și Coreea de Nord de-a lungul paralelei de 38 de grade.

## Politica
Conform constituției, Coreea de Nord este o republică socialistă bazată pe doctrina juche, dar mulți o consideră o dictatură absolută de tip stalinist, unde Kim Ir-sen a înlocuit marxismul cu ideologia juche. În 1972, doctrina juche a înlocuit marxism-leninismul ca ideologie oficială de stat în Constituția Coreei de Nord⁠(en)[traduceți], iar în constituția revizuită din 1998, toate referințele la marxism-leninism au fost scoase.
Aparatul de stat este dominat în totalitate de către Partidul Muncii din Coreea, al cărui rol conducător este ancorat în constituție. Există și două partide minore, aceste trei partide fiind unite în Frontul Democratic pentru Reunirea Patriei. Organul suprem de stat este parlamentul, ai cărui membri se aleg pe o perioadă de 5 ani. Parlamentul se întrunește în plen doar odată sau de două ori pe an, în restul timpului țara fiind condusă de prezidiul parlamentului. Președintele prezidiului, în momentul de față (2010) Kim Yong-nam, este teoretic conducătorul statului.
Mai există și Comitetul Național de Apărare (condus de Kim Jong-un), care se ocupă de politica externă și de forțele armate.
Funcțiile publice sunt ocupate, după cum scrie în constituție, conform centralismului democratic. La alegeri, candidații unici, toți susținuți de către partid, sunt de obicei aleși cu 100% din voturi, cu o participare la vot practic tot de 100%.
De la moartea lui Kim Ir-sen, postul de președinte de stat nu a mai fost ocupat, Kim Ir-sen fiind acum Președinte etern.
Văzută din Occident, Coreea de Nord este „cea mai pură formă de totalitarism pe care mintea umană a inventat-o vreodată. Statul este caracterizat de un cult al personalității cvasireligios, o politică oficială de o xenofobie feroce, și prezența unui sistem de lagăre de concentrare. Există rapoarte credibile despre experimente chimice făcute pe prizonieri politici.”
Astfel, accesul necontrolat al presei străine este interzis, iar interacțiunea cetățenilor cu turiștii străini este strict controlată.
De asemenea, internetul este inaccesibil în aproape toată țara.
Obiectiv al țării pe termen lung este reunificarea cu Coreea de Sud.
Profesorul universitar Brian Reynolds Myers consideră actuala ideologie a Coreei de Nord ca fiind naționalism etnic coreean, similar cu statismul din Japonia Shōwa și fascismul european.

### Lista liderilor supremi din Coreea de Nord
Aceasta este lista liderilor supremi din țară. Conducerea statului este asigurată de Familia Kim (sau Dinastia Kim). Alegerea liderilor este unul în sistem ereditar, prin moștenire:
| Număr | Potret | Numele (Naștere - Deces)          | Timpul în funcție                                   | Ideologie                          |
| ----- | ------ | --------------------------------- | --------------------------------------------------- | ---------------------------------- |
| 1     |        | Kim Il Sung (1912-1994)           | 9 septembrie 1948 - 8 iulie 1994 (45 ani, 302 zile) | Juche                              |
| 2     |        | Kim Jong Il (1941-2011)           | 8 iulie 1994 - 17 decembrie 2011 (17 ani, 162 zile) | Kimilsungism Songun Zece Principii |
| 3     |        | Kim Jong Un (1982, 1983 sau 1984) | 17 decembrie 2011 - prezent                         | Kimilsungism–Kimjongilism Byungjin |

## Geografie

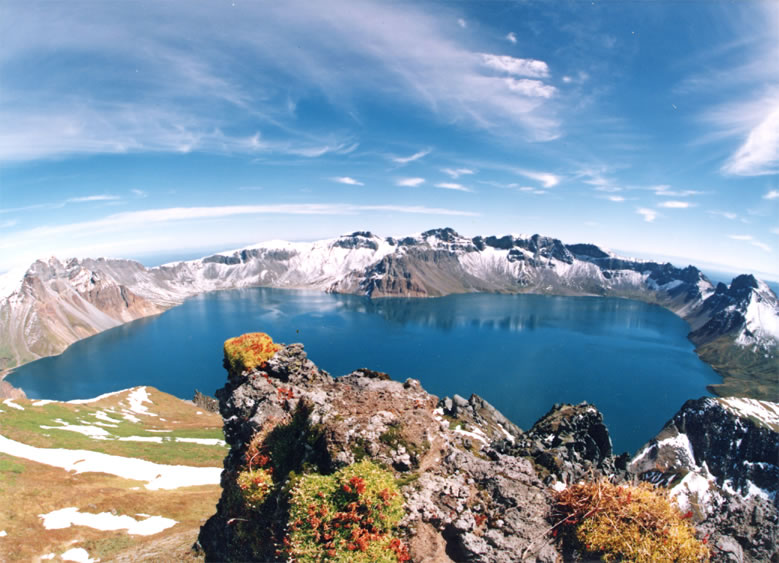
Lacul Ch'ŏnji pe Paektusan, cel mai înalt punct din Coreea de Nord

Coreea de Nord ocupă partea de nord a Peninsulei Coreene și este situată între 37° și 43° latitudine nordică și între 124° și 131° longitudine estică. Ea se întinde pe o suprafață de 120.540 kilometri pătrați. Coreea de Nord are frontiere terestre cu Republica Populară Chineză și Rusia la nord, iar în sud Zona demilitarizată coreeană formează granița cu Coreea de Sud. La vest sunt Marea Galbenă și Golful Coreei, iar la est se afla Japonia dincolo de Marea Japoniei. Cel mai lung râu este râul Amnok care se varsă după 790 km în Golful Coreei.
Capitala și cel mai mare oraș este Phenianul. Alte orașe majore sunt Kaesong în partea de sud, Sinuiju în nord-vest, Wonsan și Hamhung în est și Chongjin în nord-est.
Relieful este variat, predominant înalt, cca trei pătrimi din teritoriu aflându-se la o altitudine de peste 500 m. Relieful țării este alpin, format din lanțuri de munți și platouri înalte. Cel mai înalt munte din Coreea de Nord este vârful Paektusan, ce are o înălțime de 2744 de metri. Cel mai lung râu este râul Amnok care se varsă după 790 km în Golful Coreei.
- Clima
  - Variațiile climatice sunt semnificative, având în vedere suprafața mică a peninsulei. Temperatura medie, în ianuarie este de -17 °C, la Chunggang, la limita nord-centrală, și de -8 °C, la Phenian. Totuși, în timpul celei mai fierbinți perioade din timpul verii, variațiile de temperatură sunt nesemnificative, media vara fiind între 24 °C, în Phenian și 21 °C, de-a lungul coastei nord-estice, care este destul de rece. Primăvara și toamna, vremea este neobișnuit de plăcută, dar iernile sunt mai reci decât ar fi normal pentru această latitudine, iar verile sunt fierbinți și umede. Precipitațiile din peninsulă sunt între 750 și 1000 mm anual. Aproape toate precipitațiile cad în perioada aprilie-septembrie.

- Vecinătăți
  - China (1.416 km),
  - Coreea de Sud (238 km),
  - Rusia (19 km).

- Lungime frontieră: 1.673 km
- Lungime linie de coastă: 2.495 km

- Revendicării maritime:
  - ape teritoriale: 12 mile marine
  - zonă economică: 200 mile marine

## Organizarea administrativă
| Hartă |                                                     | Numea                             | Chosŏn'gŭl                        | Hanja                             | Sediu admistrativ                 |
| --- | --------------------------------------------------- | --------------------------------- | --------------------------------- | --------------------------------- | --------------------------------- |
| Phenian Pyongan de Sud Hwanghae de Nord Hwanghae de Sud Kangwon Hamgyong de Sud Hamgyong de Nord Rason Ryanggang Chagang Pyongan de Nord China Coreea de Sud Marea Galbenă Golful Coreei Marea Japoniei | Oraș guvernat direct (chikhalsi)a                   | Oraș guvernat direct (chikhalsi)a | Oraș guvernat direct (chikhalsi)a | Oraș guvernat direct (chikhalsi)a | Oraș guvernat direct (chikhalsi)a |
| Phenian Pyongan de Sud Hwanghae de Nord Hwanghae de Sud Kangwon Hamgyong de Sud Hamgyong de Nord Rason Ryanggang Chagang Pyongan de Nord China Coreea de Sud Marea Galbenă Golful Coreei Marea Japoniei | 1                                                   | Pyongyang-chikhalsi               | 평양직할시                        | 平壤直轄市                        | (Chung-guyok)                     |
| Phenian Pyongan de Sud Hwanghae de Nord Hwanghae de Sud Kangwon Hamgyong de Sud Hamgyong de Nord Rason Ryanggang Chagang Pyongan de Nord China Coreea de Sud Marea Galbenă Golful Coreei Marea Japoniei | Oraș special (teukbyeolsi)a                         |                                   |                                   |                                   |                                   |
| Phenian Pyongan de Sud Hwanghae de Nord Hwanghae de Sud Kangwon Hamgyong de Sud Hamgyong de Nord Rason Ryanggang Chagang Pyongan de Nord China Coreea de Sud Marea Galbenă Golful Coreei Marea Japoniei | 2                                                   | Rason-teukbyeolsi                 | 라선특별시                        | 羅先特別市                        | (Rajin-guyok)                     |
| Phenian Pyongan de Sud Hwanghae de Nord Hwanghae de Sud Kangwon Hamgyong de Sud Hamgyong de Nord Rason Ryanggang Chagang Pyongan de Nord China Coreea de Sud Marea Galbenă Golful Coreei Marea Japoniei | Provincii (do)a                                     |                                   |                                   |                                   |                                   |
| Phenian Pyongan de Sud Hwanghae de Nord Hwanghae de Sud Kangwon Hamgyong de Sud Hamgyong de Nord Rason Ryanggang Chagang Pyongan de Nord China Coreea de Sud Marea Galbenă Golful Coreei Marea Japoniei | 3                                                   | Pyongan de Sud                    | 평안남도                          | 平安南道                          | Pyongsong                         |
| Phenian Pyongan de Sud Hwanghae de Nord Hwanghae de Sud Kangwon Hamgyong de Sud Hamgyong de Nord Rason Ryanggang Chagang Pyongan de Nord China Coreea de Sud Marea Galbenă Golful Coreei Marea Japoniei | 4                                                   | Pyongan de Nord                   | 평안북도                          | 平安北道                          | Sinuiju                           |
| Phenian Pyongan de Sud Hwanghae de Nord Hwanghae de Sud Kangwon Hamgyong de Sud Hamgyong de Nord Rason Ryanggang Chagang Pyongan de Nord China Coreea de Sud Marea Galbenă Golful Coreei Marea Japoniei | 5                                                   | Chagang                           | 자강도                            | 慈江道                            | Kanggye                           |
| Phenian Pyongan de Sud Hwanghae de Nord Hwanghae de Sud Kangwon Hamgyong de Sud Hamgyong de Nord Rason Ryanggang Chagang Pyongan de Nord China Coreea de Sud Marea Galbenă Golful Coreei Marea Japoniei | 6                                                   | Hwanghae de Sud                   | 황해남도                          | 黃海南道                          | Haeju                             |
| Phenian Pyongan de Sud Hwanghae de Nord Hwanghae de Sud Kangwon Hamgyong de Sud Hamgyong de Nord Rason Ryanggang Chagang Pyongan de Nord China Coreea de Sud Marea Galbenă Golful Coreei Marea Japoniei | 7                                                   | Hwanghae de Nord                  | 황해북도                          | 黃海北道                          | Sariwon                           |
| Phenian Pyongan de Sud Hwanghae de Nord Hwanghae de Sud Kangwon Hamgyong de Sud Hamgyong de Nord Rason Ryanggang Chagang Pyongan de Nord China Coreea de Sud Marea Galbenă Golful Coreei Marea Japoniei | 8                                                   | Kangwon                           | 강원도                            | 江原道                            | Wonsan                            |
| Phenian Pyongan de Sud Hwanghae de Nord Hwanghae de Sud Kangwon Hamgyong de Sud Hamgyong de Nord Rason Ryanggang Chagang Pyongan de Nord China Coreea de Sud Marea Galbenă Golful Coreei Marea Japoniei | 9                                                   | Hamgyong de Sud                   | 함경남도                          | 咸鏡南道                          | Hamhung                           |
| Phenian Pyongan de Sud Hwanghae de Nord Hwanghae de Sud Kangwon Hamgyong de Sud Hamgyong de Nord Rason Ryanggang Chagang Pyongan de Nord China Coreea de Sud Marea Galbenă Golful Coreei Marea Japoniei | 10                                                  | Hamgyong de Nord                  | 함경북도                          | 咸鏡北道                          | Chongjin                          |
| Phenian Pyongan de Sud Hwanghae de Nord Hwanghae de Sud Kangwon Hamgyong de Sud Hamgyong de Nord Rason Ryanggang Chagang Pyongan de Nord China Coreea de Sud Marea Galbenă Golful Coreei Marea Japoniei | 11                                                  | Ryanggang *                       | 량강도                            | 兩江道                            | Hyesan                            |
| Phenian Pyongan de Sud Hwanghae de Nord Hwanghae de Sud Kangwon Hamgyong de Sud Hamgyong de Nord Rason Ryanggang Chagang Pyongan de Nord China Coreea de Sud Marea Galbenă Golful Coreei Marea Japoniei | * – Scris în dialectele sudice „Yanggang” (양강도). |                                   |                                   |                                   |                                   |

## Demografia
Populația Coreei de Nord este de aproximativ 25 de milioane de locuitori și este una dintre cele mai omogene etnic și lingvistic din lume, cu un număr foarte mic de chinezi, japonezi, vietnamezi, sud-coreeni și expatriați europeni. Minoritatea principală o formează chinezii.
Conform CIA World Factbook, speranța de viață în Coreea de Nord a fost 63,8 ani în 2009, o cifră aproximativ echivalentă cu cea din Pakistan și Myanmar și ușor mai scăzută decât în Rusia. Mortalitatea infantilă s-a situat la un nivel ridicat de 51,3 la 1000 de nașteri, aceasta fiind de 2,5 ori mai mare decât cea a Chinei, de 5 ori cât cea a Rusiei și de 12 ori cât cea din Coreea de Sud.
Potrivit UNICEF în „Starea copiilor lumii 2003” Coreea de Nord s-a clasat pe locul 73 (având cea mai ridicată rată de mortalitate infantilă), între Guatemala (72) și Tuvalu (74). Rata totală de fertilitate din Coreea Nord este relativ scăzut și a fost de 2,0 în 2009, comparabilă cu cea a Statelor Unite și cea a Franței.
- Rata natalității: 15.54%
- Rata mortalității: 7.13%
- Rata fertilității: 2.1 copii născuți/femeie

### Limba
Limba oficială este coreeana. În această țară, coreeana este cunoscută sub numele de chosŏnmal (조선말; cu hanja: 朝鮮말), sau mai formal, chosŏnŏ (조선어; 朝鮮語).

### Religia
Coreea de Nord are o moștenire budistă și confucianistă, precum și o istorie recentă a mișcărilor creștine și a Cheondoismuli („religia Căii Cerești”). Constituția Coreei de Nord permite libertatea religioasă. Marea majoritate a populației nord-coreene poate fi caracterizată ca fiind fără religie. Cu toate acestea, influența culturală a religiilor tradiționale, cum ar fi budismul și confucianismul încă mai influențeză viața spirituală nord-coreeană.
Budiștii din Coreea de Nord au o situație mai bună decât cea a altor grupuri religioase. Creștinii din Coreea se confruntă în continuare cu persecuția din partea autorităților comuniste. Budiștii beneficiază de o finanțare guvernamentală limitată, primită pentru a-și promova religia, deoarece budismul a jucat un rol esențial în cultura și tradiția coreeană.
Potrivit Human Rights Watch în Coreea de Nord nu mai există libertate religioasă, guvernul sponsorizează diferite grupuri religioase doar pentru a crea iluzia de libertate religioasă.

## Economia
Este de tip centralizat, încercând să producă îndeajuns de multă hrană și produse de consum pentru cetățeni, dar fiind mai mult bazată pe industria grea (siderurgică, constructoare de mașini, industrie chimică și textilă), acest lucru nu este întotdeauna posibil. De asemenea și agricultura ocupă un loc important în economia Coreei de Nord. În cooperativele agricole se cultivă orez, porumb, orz și legume. Statul are bogate resurse subterane de minerale, printre care cărbune, fier și magneziu pe care le exportă în cantități mari în Republica Populară Chineză, cel mai important partener comercial al Coreei de Nord. Dotarea industrială este mai veche, deoarece nu s-a investit în retehnologizare și restructurare, multe dintre acestea rămase de la Uniunea Sovietică. Deși a avut parte de o recoltă bună în 2005 ca urmare a unor condiții meteo favorabile, a îngrășămintelor acordate de Coreea de Sud și a mobilizării la muncă patriotică, din partea poporului bine-voitor, unele lipsuri continuă să persiste din cauza lipsei de pământ arabil, a practicilor aberante de colectivism și a lipsei de mașini și carburanți. Ajutoarele alimentare internaționale au sprijinit regimul comunist să scape de înfometare din 1995. Situația locuitorilor este deosebit de cruntă, fiind supuși malnutriției prelungite și unor condiții de viață grele.
Coreea de Nord este unicul stat din lume care nu colectează impozite.
Valoarea resurselor naturale ale Coreei de Nord, printre care uraniu, cărbune și metale rare, este estimată la cel puțin 6.000 de miliarde de dolari.